# Œuvre musicale

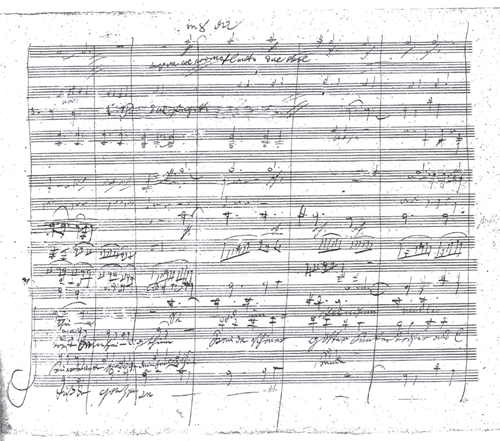
Ludwig van Beethoven, Symphonie no 9 en ré mineur, op. 125 — Partition autographe, 4e mouvement.

Une œuvre musicale est une œuvre d'art composée de sons et de rythmes, respectant le plus souvent une forme musicale

## Caractéristiques
Une œuvre musicale se construit au fur et à mesure de son déroulement dans le temps. L’écoute — au niveau supérieur de la perception de la musique — joue un rôle prédominant dans la structuration de l’œuvre, et permet de comprendre comment elle « fonctionne » pour chaque individu, comment elle crée un processus (suite d'états ou de phases) d’un type particulier. L’essence du musical réside moins dans ce qui est perçu que dans ce qui est fait de ce perçu. Il est donc du devoir du compositeur d'attribuer une fonctionnalité musicale par destination à des objets sonores qui ne sont qu'un matériau disparate.
L'œuvre musicale est donc le projet d'une composition musicale particulière. Le concept peut s'étendre à celui de musique improvisée, et à celui de musique de transmission orale où, là encore, l'interprète-compositeur crée ses propres architectures, conduit la forme de son œuvre et joue avec notre sens de la perception auditive. L'œuvre musicale suppose ensuite l'existence d'un système de notation quelconque, susceptible de générer une partition, cette dernière permettant la transmission et la reproduction de l'œuvre musicale.
Le concept d'œuvre musicale est une singularité de la musique savante occidentale, dont le système de notation a été élaboré au cours de la deuxième moitié du Moyen Âge.
Un musicien occidental absorbé par la lecture d'une partition serait sans doute un phénomène plutôt énigmatique pour un autre musicien pratiquant une musique de transmission orale. Pour ce dernier, en effet, la seule chose à respecter et à transmettre dans le domaine musical, ce sont les usages traditionnels (par exemple, les échelles, les modes rythmiques, etc.). En outre, une musique exécutée dans des circonstances déterminées, n'a qu'une valeur éphémère et n'a pas par conséquent à être conservée pour être rejouée, telle quelle, dans d'autres circonstances. Pour ce type de musicien, donc, les concepts de partition et d'œuvre ne sont pas pertinents. Pour illustrer ce problème (culturel) des œuvres musicales Jean-Jacques Nattiez cite une très intéressante anecdote relatée par Roman Jakobson dans le compte-rendu d’une conférence de Gustav Becking (en), linguiste et musicologue, que celui-ci a prononcée en 1932 au Cercle linguistique de Prague : « Un indigène africain joue un air sur sa flûte de bambou. Le musicien européen aura beaucoup de mal à imiter fidèlement la mélodie exotique, mais quand il parvient enfin à déterminer les hauteurs des sons, il est persuadé de reproduire fidèlement le morceau de musique africain. Mais l’indigène n’est pas d’accord car l’européen n’a pas fait assez attention au timbre des sons. Alors l’indigène rejoue le même air sur une autre flûte. L’européen pense qu’il s’agit d’une autre mélodie, car les hauteurs des sons ont complètement changé en raison de la construction du nouvel instrument, mais l’indigène jure que c’est le même air. La différence provient de ce que le plus important pour l’indigène, c’est le timbre, alors que pour l’européen, c’est la hauteur du son. L’important en musique, ce n’est pas le donné naturel, ce ne sont pas les sons tels qu’ils sont réalisés, mais tels qu’ils sont intentionnés. L’indigène et l’européen entendent le même son, mais il a une valeur tout à fait différente pour chacun, car leur conception relève de deux systèmes musicaux entièrement différents ; le son dans l'œuvre musicale fonctionne comme élément d’un système. Les réalisations peuvent être multiples, l’acousticien peut le déterminer exactement, mais l’essentiel en musique, c’est que le morceau puisse être reconnu comme identique ».
L'existence de l'œuvre implique une spécialisation qui divise les musiciens en deux, voire trois, classes : d'un côté, les créateurs, appelés compositeurs, de l'autre, les exécutants, appelés interprètes ; s'adressant, chacun à leur manière, à des auditeurs.
Cette tripartition a été théorisée par la notion de poïétique décrite dans la sémiologie musicale.
Au XXe siècle, les systèmes de reproduction sonore (disques microsillons, bandes magnétiques, disques compacts, fichiers informatiques…) permettent d'enregistrer une réalisation musicale donnée. Cette fidèle photographie sonore entre en concurrence avec la partition de musique qui recule inévitablement, sans toutefois disparaître complètement. Il convient donc désormais d'élargir le concept d'œuvre musicale aux divers types d'enregistrements musicaux (analogiques ou numériques), dans lesquels la musique notée est souvent concurrencée par la musique improvisée.